# Andrew Chesterman
Andrew Chesterman ist ein englisch-finnischer Sprach- und Übersetzungswissenschaftler.

## Leben
Chesterman begann zunächst Französisch und Deutsch an der Cambridge University zu studieren. Nach dem BA entschied er sich, ins finnische Savonlinna zu gehen, um dort Englischunterricht zu geben. Ungefähr ein Jahr später begann er, sich an der Universität Helsinki mit dem Übersetzen vom Finnischen ins Englische zu befassen und gab auch erste Seminare darin. 1971 ging Chesterman mit seiner finnischen Frau nach Edinburgh und machte dort seinen Master of Letters in Angewandter Sprachwissenschaft. Seine Doktorarbeit, die sich mit finnischer Grammatik befasste, wurde von der Cambridge University Press veröffentlicht.
Chesterman gab 1989 das Buch Readings in Translation Theory heraus, in dem er übersetzungstheoretische Texte von 16 Autoren versammelte und einleitete. Einige der Texte wurden dort erstmals in englischer Sprache veröffentlicht, darunter ein Text Hans Josef Vermeers zu seiner Skopostheorie in einer Übersetzung Chestermans.
Nachdem er sich vermehrt mit Übersetzungstheorie beschäftigt und an mehreren Konferenzen verschiedener europäischer Universitäten teilgenommen hatte, wurde er in den Vorstand der European Society for Translation Studies gewählt.
Seine theoretisch-wissenschaftliche Arbeit kulminierte 1997 in der Veröffentlichung seines Werkes Memes of Translation, das auch in andere Fachbereiche wie Ethik und Biologie übergreift. Die Frage nach der Theorie hinter den Übersetzungsprozessen und wie diese die Arbeit von Übersetzern erleichtern bzw. verbessern kann, wurde immer stärker von Chesterman untersucht. Er befasste sich daher auch immer mehr mit Wissenschaftstheorie, vor allem mit Karl Poppers Kritik an den Theorien.
Seit 2013 ist Chesterman im Ruhestand. Er kündigte an, dass er sich mit der Übersetzung von finnischen Literaturklassikern ins Englische beschäftigen wolle.

## Publikationen (Auswahl)
- Readings in Translation Theory, 1989
- On definiteness : A study with special reference to English and Finnish, 1991
- Memes of Translation, 1997
- Contrastive Functional Analysis, 1998
- Finnish for Translators, 1999
- Can theory help translators? A dialogue between the ivory tower and the wordface, 2002
- Skopos theory. A retrospective assessment, in: W. Kallmeyer u. a. (Hrsg.): Perspektiven auf Kommunikation. Festschrift für Liisa Tittula zum 60. Geburtstag. SAXA Verlag, Berlin 2010, S. 209–225